# Шарон (Теннессі)
Шарон (англ. Sharon) — місто (англ. town) в США, в окрузі Віклі штату Теннессі. Населення — 935 осіб (2020).

## Географія
Шарон розташований за координатами 36°14′1″ пн. ш. 88°49′30″ зх. д. / 36.23361° пн. ш. 88.82500° зх. д. (36.233721, -88.825057).  За даними Бюро перепису населення США в 2010 році місто мало площу 2,94 км², уся площа — суходіл. В 2017 році площа становила 3,29 км², з яких 3,29 км² — суходіл та 0,00 км² — водойми.

## Демографія
Згідно з переписом 2010 року, у місті мешкали 944 особи в 421 домогосподарстві у складі 270 родин. Густота населення становила 321 особа/км².  Було 476 помешкань (162/км²).
Расовий склад населення:
| - 89,2 % — білих - 9,2 % — чорних або афроамериканців - 0,2 % — корінних американців - 0,1 % — азіатів |

До двох чи більше рас належало 0,8 %. Частка іспаномовних становила 1,1 % від усіх жителів.
За віковим діапазоном населення розподілялося таким чином: 19,3 % — особи молодші 18 років, 55,9 % — особи у віці 18—64 років, 24,8 % — особи у віці 65 років та старші. Медіана віку мешканця становила 45,5 року. На 100 осіб жіночої статі у місті припадало 92,3 чоловіків;  на 100 жінок у віці від 18 років та старших — 83,6 чоловіків також старших 18 років.
Середній дохід на одне домашнє господарство  становив 40 071 долар США (медіана — 31 719), а середній дохід на одну сім'ю — 45 918 доларів (медіана — 34 830). Медіана доходів становила 42 875 доларів для чоловіків та 28 977 доларів для жінок. За межею бідності перебувало 17,6 % осіб, у тому числі 30,3 % дітей у віці до 18 років та 7,6 % осіб у віці 65 років та старших.
Цивільне працевлаштоване населення становило 372 особи. Основні галузі зайнятості: освіта, охорона здоров'я та соціальна допомога — 29,0 %, виробництво — 14,0 %, роздрібна торгівля — 12,4 %.